# Liste des musées en Camargue

## Aigues-Mortes
- Musée du sel

## Arles
- Musée de la Camargue
- Musée du Riz
- Museon Arlaten

## Le Grau-du-Roi
- Seaquarium

## Saint Gilles
- Musée de la Maison Romane

## Saintes-Maries-de-la-Mer
- Musée Baroncelli